# Lawrence Oates
Lawrence Edward Grace Oates (Londres, 17 de marzo de 1880 - Antártida, 17 de marzo de 1912) fue un militar y explorador antártico británico. Oates entró en la historia por sus últimas palabras: «I am just going outside and may be some time» («Voy a salir y puede que por algún tiempo»). Estas palabras, recogidas por Robert Falcon Scott en el diario de su expedición, motivaron que Oates fuese recordado como el epítome del héroe inglés. Oates era apodado Titus en referencia a Titus Oates, clérigo inglés que participó en el complot papista.

## Biografía
Oates nació en Londres en 1880, y se educó en el Eton College. Hizo su servicio militar durante la Guerra de los Bóeres, como oficial del Cuerpo de Dragones. En 1910, solicitó ser incluido en la expedición de Scott al Polo Sur, en la que fue admitido en función de su experiencia con los caballos y su contribución en la financiación de la expedición. Scott lo seleccionó como uno de los cinco hombres que le acompañarían en el último tramo del viaje y pisarían finalmente el polo, pero Oates, que durante el viaje se resintió de una antigua herida de guerra, agravada por el escorbuto, no deseaba especialmente este honor.
Oates se enfrentó con Scott en varias ocasiones, por temas relacionados con la forma de dirigir la expedición; una vez escribió en su diario: «Myself, I dislike Scott intensely and would chuck the whole thing if it were not that we are a British expedition... [Scott]' is not straight, it is himself first, the rest nowhere...» («No me gusta nada Scott y lo tiraría todo por la borda si no fuera porque somos una expedición británica... [Scott] no actúa con rectitud, su primera preocupación es él mismo, el resto no le importa...»).
De camino de vuelta del polo, en enero de 1912 y tras la decepción de encontrar la bandera noruega que Roald Amundsen había dejado un mes antes como prueba de haber sido el primero en llegar hasta allí, la expedición se enfrentó a condiciones dificilísimas. Tras perder a Edgar Evans, Oates se convirtió en una carga para los demás. No quiso reconocer la derrota tras llegar a un estado físico lamentable y de imposible recuperación; esto, unido a la resistencia de sus compañeros a dejarlo abandonado en el hielo, causó que la marcha del grupo se entorpeciera, provocando un retraso que posiblemente hubiese supuesto la diferencia entre la vida y la muerte del resto de la expedición. Finalmente Oates, reconociendo la necesidad de sacrificarse para darle a los otros alguna oportunidad de sobrevivir, abandonó la tienda para morir en la nieve por hipotermia. Sin embargo, este último gesto llegó demasiado tarde y Scott y el resto de sus compañeros perecieron a pocos kilómetros de un depósito de víveres. Irónicamente, si Scott hubiese considerado los consejos de Oates sobre la ubicación de los depósitos, podrían haberse salvado.

## Reconocimientos
Una de las regiones de la costa de la Antártida, la tierra de Oates, descubierta en febrero de 1911 por el teniente de la Royal Navy Harry Pennell, comandante del Terra Nova en la expedición Terra Nova (1911-13), fue bautizada en su honor tras su fallecimiento.

## En la cultura popular
La banda española de heavy/power metal WarCry cuenta con una canción titulada "Capitán Lawrence" en su honor, narrando en ella parcialmente su historia con agregados ficticios y un sentido romántico.
La banda española Mecano también cuenta con una canción titulada "Héroes de la Antártida" donde cuenta su expedición, liderada por el capitán Scott, para llegar al Polo Sur.